# Wisteria sinensis
Il glicine comune (Wisteria sinensis (Sims) DC.) è una pianta appartenente alla famiglia delle Fabaceae, originaria della Cina (province di Guangxi, Guizhou, Hebei, Henan, Hubei, Shaanxi e Yunnan).

## Descrizione

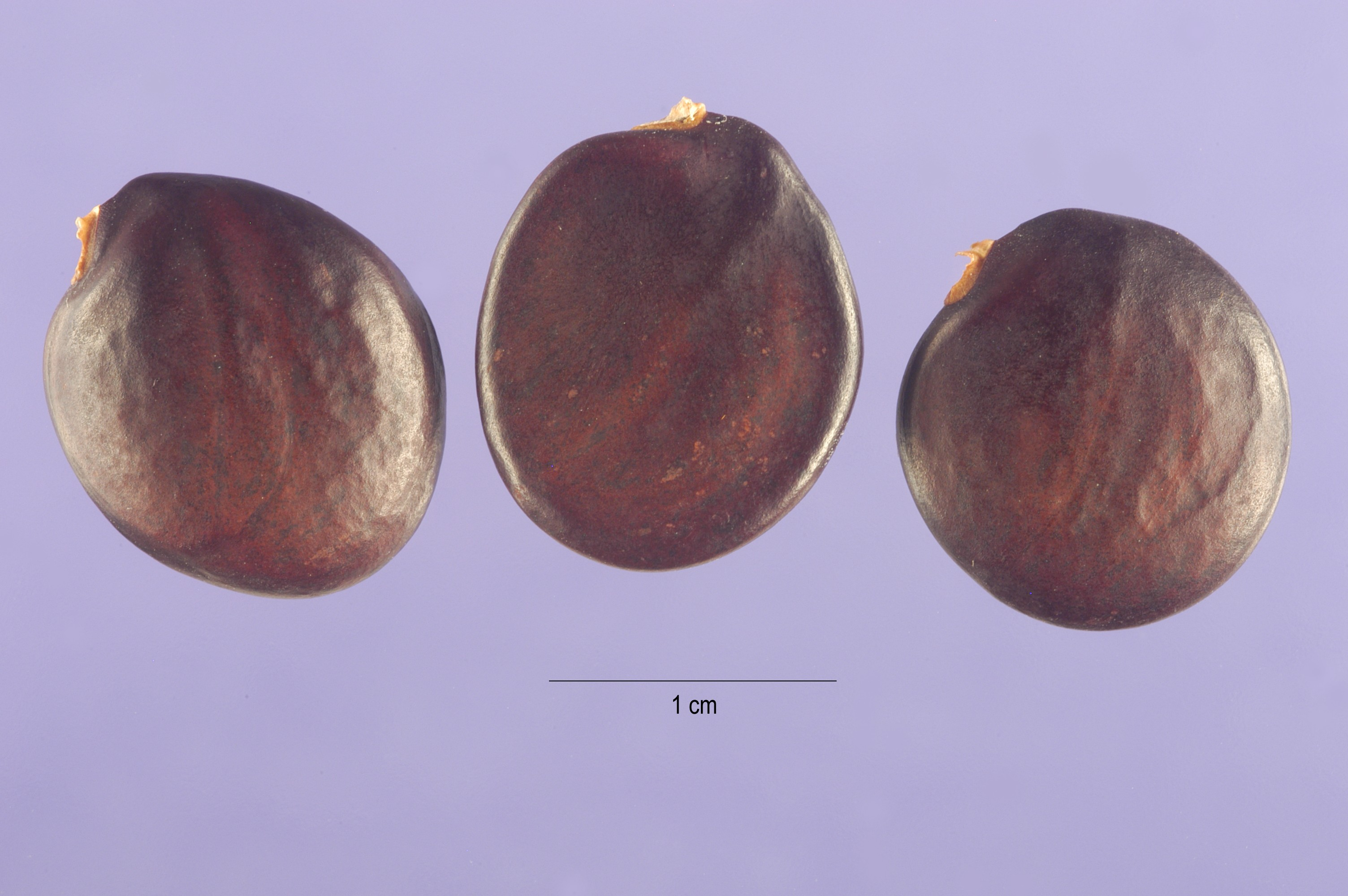
Semi di W. sinensis

Il glicine cresce fino a 20–30 m in altezza ed è una pianta rampicante decidua. È ampiamente coltivata nelle regioni temperate per i suoi steli contorti e le masse di fiori profumati in racemi penduli che appaiono in primavera.

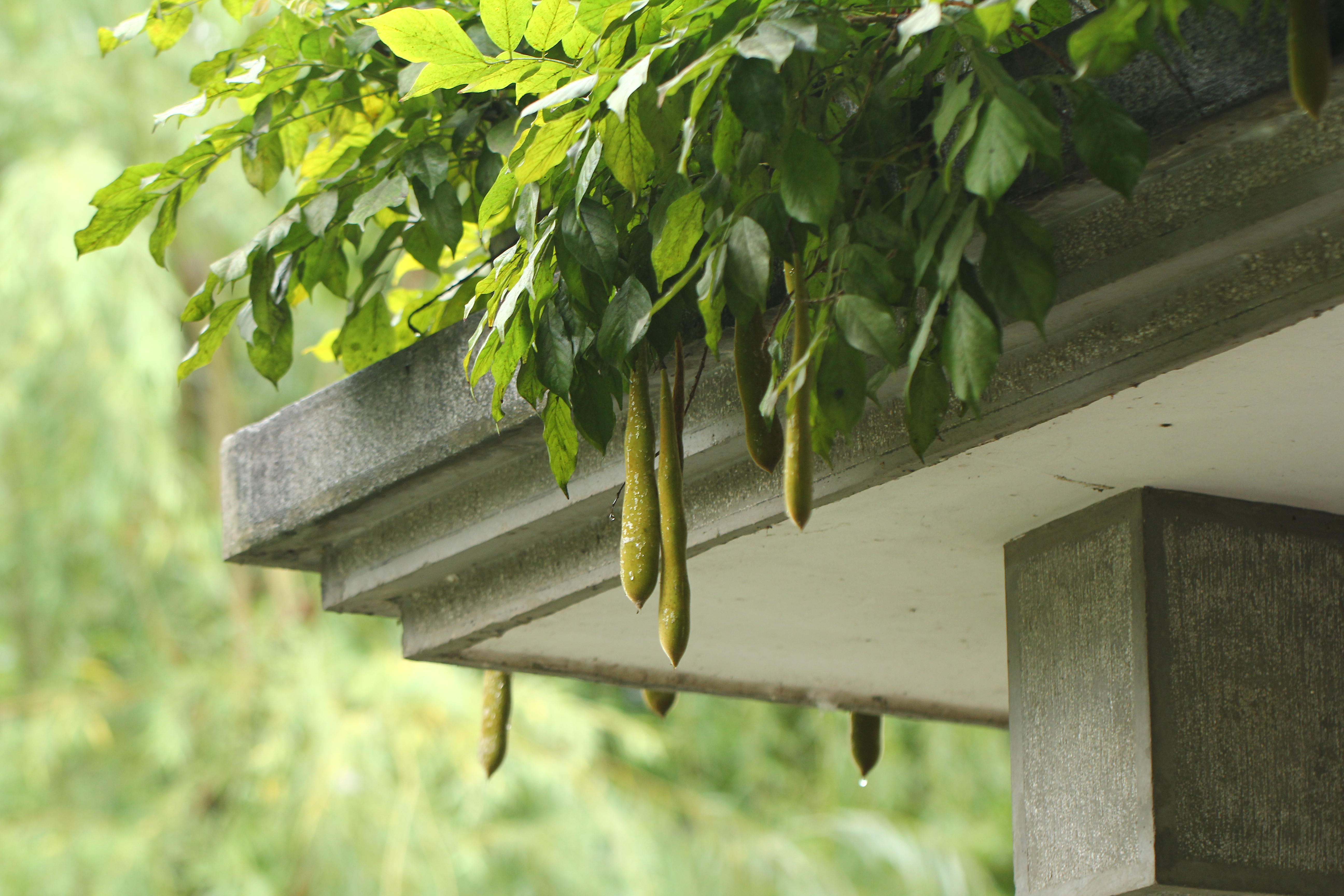
Frutti di W. sinensis

W. sinensis si aggrappa ad altre piante di supporto o alle strutture artificiali intrecciando gli steli in senso antiorario. Le foglie sono lucide, verdi, appuntite e composte, lunghe 10–30 cm, con 9-13 foglioline oblunghe lunghe 2–6 cm ciascuna. I fiori sono bianchi, viola o blu, prodotti su racemi di 15–20 cm prima che le foglie emergano in primavera.
I fiori di ogni racemo si aprono contemporaneamente prima che il fogliame si sia espanso e hanno una fragranza distintiva simile a quella dell'uva.
Sebbene abbia racemi più corti di Wisteria floribunda (glicine giapponese), ha spesso una quantità maggiore di racemi.
Il frutto è un baccello appiattito, marrone, vellutato, simile a un fagiolo, lungo 5–10 cm, con semi spessi a forma di disco di circa 1 cm di diametro distanziati uniformemente all'interno; maturano in estate e si rompono torcendosi per rilasciare i semi; i baccelli vuoti spesso persistono fino all'inverno. Tuttavia, la produzione di semi è spesso bassa e la maggior parte della crescita rigenerativa avviene attraverso propaggini o polloni.
Tutte le parti della pianta contengono un glicoside chiamato wisterina, che è tossico se ingerito e può causare nausea, vomito, dolori di stomaco e diarrea. I glicini hanno causato avvelenamenti nei bambini di molti paesi, provocando gastroenteriti da lievi a gravi.

## Coltivazione

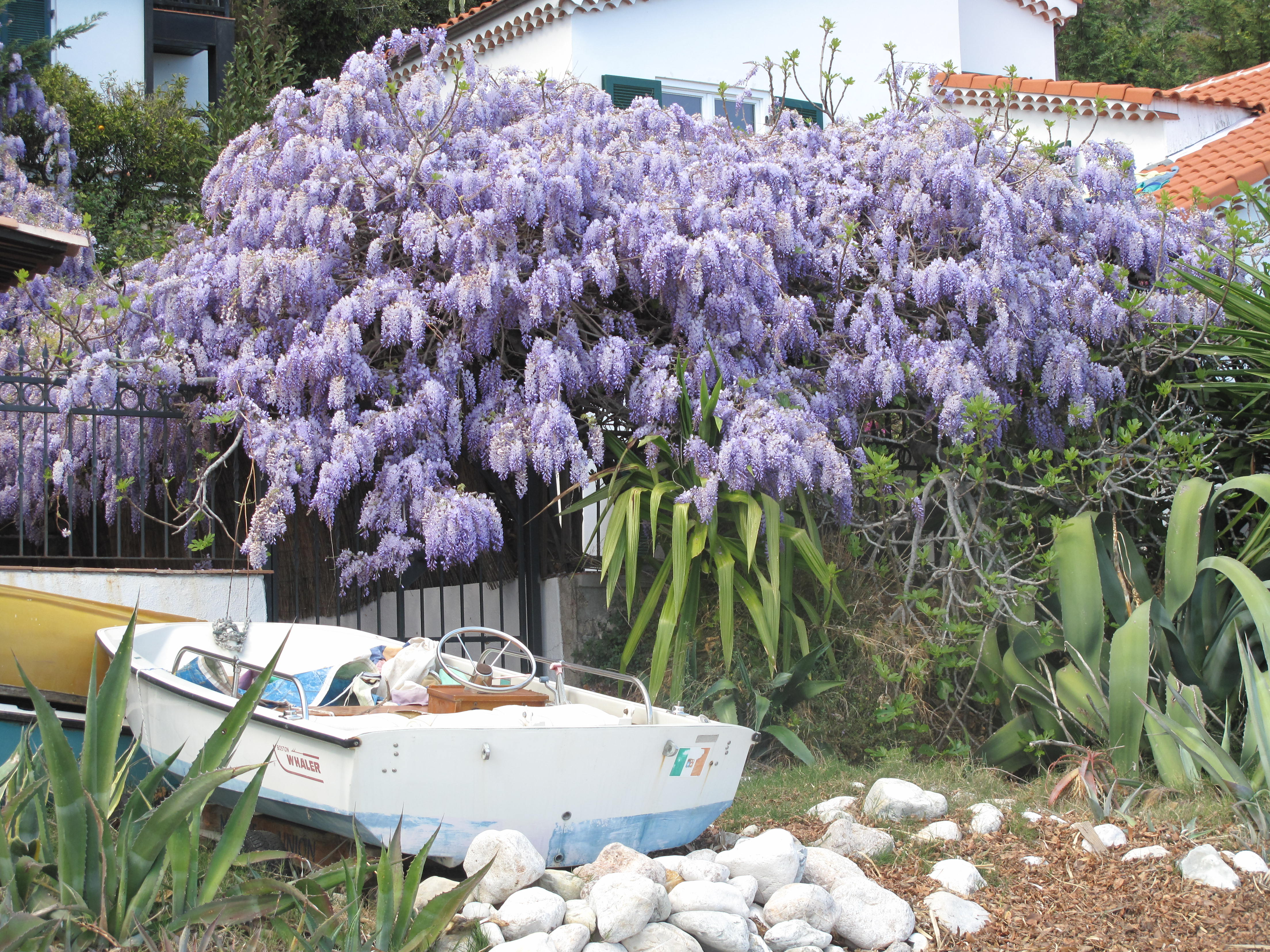
W. sinensis in fiore

Wisteria sinensis era sconosciuta in Occidente prima del 1816, quando diversi agenti della Compagnia delle Indie Orientali che lavoravano in Cina ne inviarono le talee in Inghilterra. Nel corso dei decenni successivi la pianta è diventata, e rimane, una delle piante ornamentali rampicanti per eccellenza nei giardini temperati di tutto il mondo.
È diventata una specie invasiva in alcune aree degli Stati Uniti orientali, dove il clima è molto simile a quello della Cina.
Wisteria sinensis viene solitamente coltivata lungo i muri dei giardini, lungo la parte esterna degli edifici o sopra un pergolato per creare viali di fiori penduli durante la fioritura. Può anche essere coltivata come albero indipendente.
Il glicine comune è più sensibile al freddo rispetto al glicine americano (Wisteria frutescens) e al glicine giapponese (Wisteria floribunda). La pianta può subire gravi danni durante ondate di freddo. Inoltre, la frequenza delle gelate primaverili può uccidere i boccioli latenti dei fiori, cosicché la pianta potrebbe fiorire solo sporadicamente.